# 分组数据汇聚协议
分组数据汇聚协议（PDCP）由3GPP组织在以下规范中制定：TS 25.323（针对UMTS的版本），TS 36.323（针对LTE的版本）和TS 38.323（针对5G的版本）。 它是UMTS/LTE/5G空中接口的无线协议栈的一部分，位于RLC（无线链路控制）层之上。
PDCP 向RRC（无线资源控制）和用户面上层提供服务，例如UE（用户设备）处的IP协议或基站处的中继协议。 PDCP向上层提供以下服务：
- 用户面数据传输
- 控制面数据传输
- 报头压缩
- 加密
- 完整性保护

报头压缩技术可以基于 IP 报头压缩（RFC 2507）或稳健报头压缩（RFC 3095）。如果PDCP配置为“无压缩”，它将发送未压缩的 IP 数据包；否则它将根据上层的配置压缩数据包并附加PDCP报头并发送数据包。
根据要传输的数据类型，该协议定义的头部格式不同。例如在LTE中，就既有具有长 PDCP SN（12位）的控制面 PDCP 数据PDU的头部格式，又有具有短PDCP SN（7位）的用户面PDCP数据PDU（协议数据单元）的头部格式，还有其他格式。